# Pulutan (Sidorejo)
Pulutan is een bestuurslaag in het regentschap Salatiga van de provincie Midden-Java, Indonesië. Pulutan telt 3724 inwoners (volkstelling 2010).